# La Jarochita
La Jarochita (Veracruz, México) es una luchadora mexicana enmascarada. Su nombre no es de dominio público pues al ser enmascarada busca proteger su identidad.  Es una luchadora técnica. En el 2016 se integró al  Consejo Mundial de Lucha Libre. Anteriormente trabajó para Lucha Libre AAA Wrestling, donde ganó la búsqueda de talentos Quién Pinta Para La Corona ("Quién busca la corona") del 2012. 
Aparte fue socia de la gladiadora mexicana lluvia (CMLL) refinandose al gladiador Último Guerrero (CMLL) al mismo tiempo..

## Biografía
La Jarochita heredó el gusto por la lucha libre de su padre, quien en el puerto de Veracruz era conocido como El Imperial.

Jarochita en una entrevista señaló que:
“La Lucha Libre me atrapó tanto que hoy por hoy es lo que más amo, es lo que más me gusta hacer”